# Samtse
Samtse (Dzongkha: བསམ་རྩེ་རྫོང་ཁག་; Wylie: Bsam-rtse rdzong-khag; tidigare Samchi) är ett av Bhutans tjugo distrikt (dzongkha). Huvudstaden är Samtse. 
Distriktet har cirka 60 100 invånare på en yta av 1 585 km².

## Administrativ indelning
Distriktet är indelat i femton gewog:
- Bara Gewog
- Biru Gewog
- Chargharey Gewog
- Chengmari Gewog
- Denchukha Gewog
- Dorokha Gewog
- Dungtoe Gewog
- Lehereni Gewog
- Pagli Gewog
- Samtse Gewog
- Sipsu Gewog
- Tading Gewog
- Tendu Gewog
- Ugentse Gewog
- Yoeseltse Gewog